# Lago de Ángel
El Lago de Ángel es una laguna ubicada en el Santuario nacional Megantoni en la provincia de La Convención, al noroeste del departamento de Cuzco.

## Historia
El Lago de Ángel tiene esta denominación ya que un indígena Machiguenka de nombre Ángel paso tiempo en su cercanías escapando de caucheros del valle del Río Yavero en 1960. En las cercanías del lago está ubicado un antiguo centro ceremonial de origen desconocido.

## Geografía
El lago forma una de las cabeceras del río Timpía, cuenca del río Urubamba

### Localización
Ubicado al pie de la cordillera de Paucartambo, en las coordenadas Lat. 12º 27.227’- Long. 72º 08.799’, altitud promedio de 3705 msnm y superficie de aproximadamente 10 hectáreas.[cita requerida]

### Clima
Por su altura, el clima es frío y húmedo todo el año.